# Gewöhnlicher Teufelsabbiss
Der Gewöhnliche Teufelsabbiss (Succisa pratensis, Synonym: Scabiosa succisa), auch einfach Teufelsabbiss, Abbiss oder Teufelwurz und Teufelsbiss genannt, ist eine Pflanzenart aus der Gattung Succisa in der Unterfamilie der Kardengewächse (Dipsacoideae) innerhalb der Geißblattgewächse (Caprifoliaceae). Der Trivialname (Östlicher) Teufelsabbiss wird außerdem für die verwandte Art Succisella inflexa verwendet.
Die Stiftung Naturschutz Hamburg kürte den Gewöhnlichen Teufelsabbiss zur Blume des Jahres 2015.

## Beschreibung

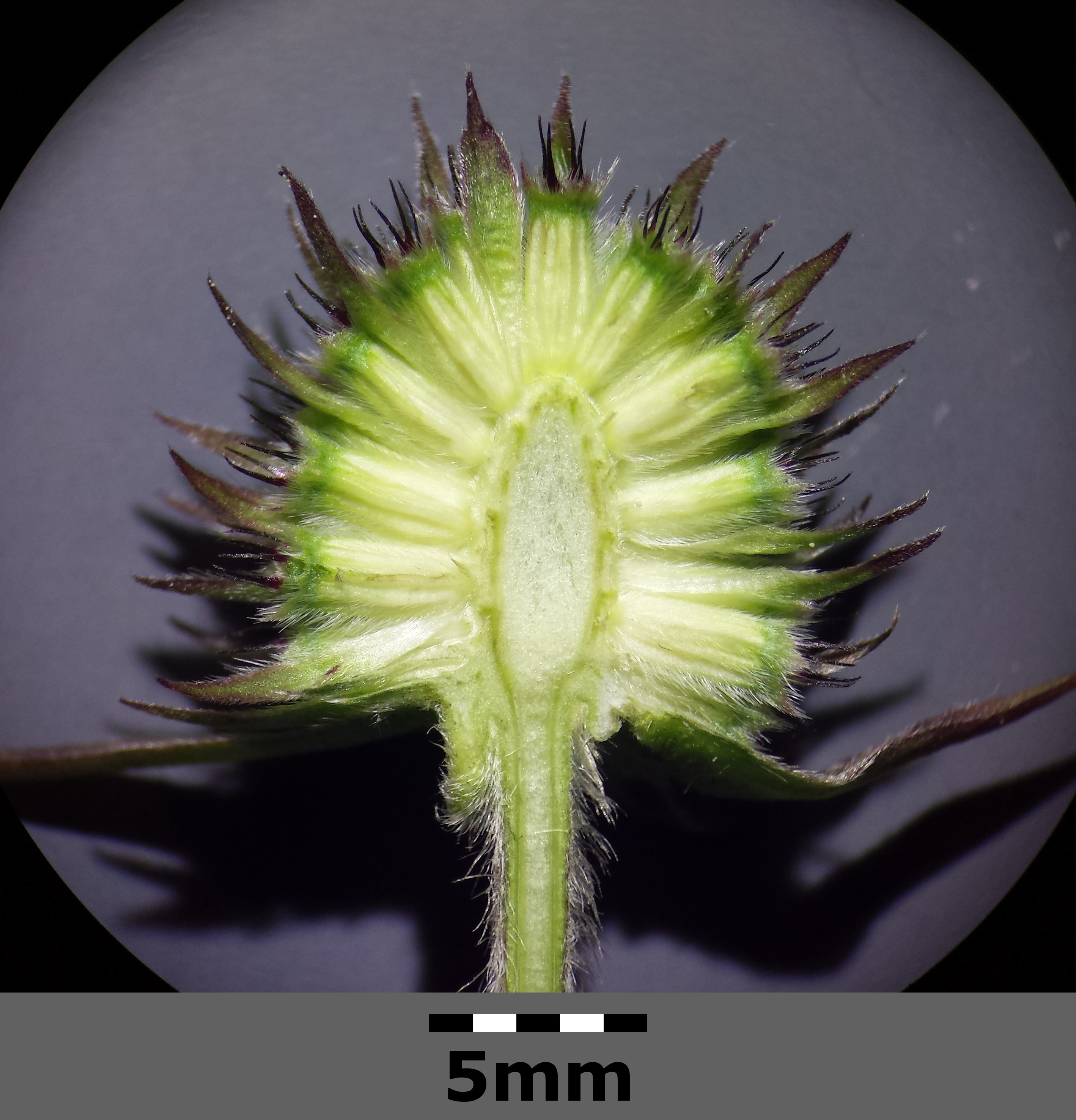
Der Schnitt durch ein abgeblühtes Köpfchen zeigt die am Köpfchenboden sitzenden Blüten. Unterhalb jeder Blüte befindet sich jeweils ein Spreublatt. Am Grund ist das Köpfchen von Hochblättern umgeben.

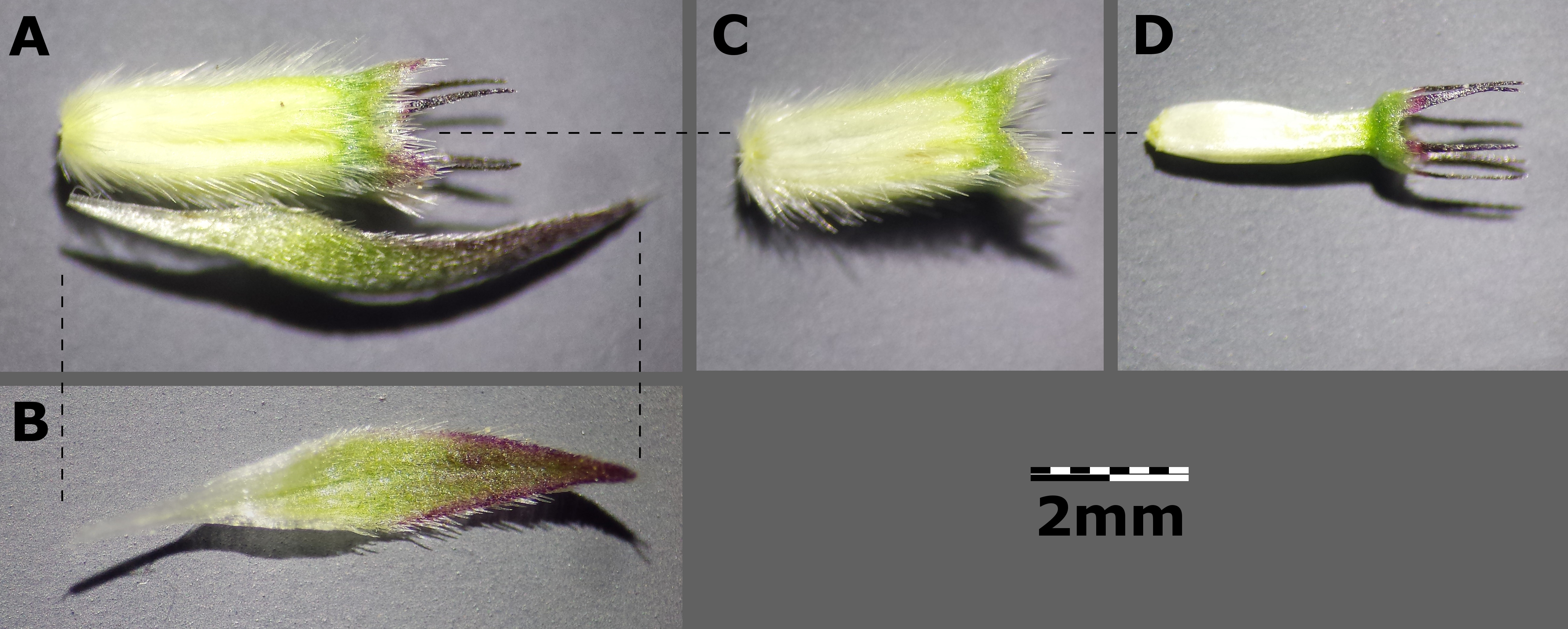
A: eine einzelne (bereits abgeblühte) Blüte samt Spreublatt. B: Spreublatt (= Deckblatt). C: vierkantiger, rauhaariger, vierzipfeliger Außenkelch. D: unterständiger Fruchtknoten und fünfborstiger Innenkelch.

### Vegetative Merkmale
Der Teufelsabbiss wächst als ausdauernde krautige Pflanze und erreicht Wuchshöhen von 30 bis 50, selten bis zu 80 Zentimetern. Als Speicher- und Überdauerungsorgan dient ein senkrecht stehendes Rhizom, das am unteren Ende meist abgefault und daher wie abgebissen wirkt (daher der Trivialname Teufelsabbiss); es reicht bis zu 50 Zentimeter in die Tiefe. Es werden keine Ausläufer gebildet. Der Stängel ist glatt.
Er besitzt in einer Rosette angeordnete, gegenständige längliche bis länglich-lanzettliche, meist ganzrandige Laubblätter.

### Generative Merkmale
Die Blütezeit reicht von Juli bis September. 50 bis 80 Blüten stehen in einem halbkugeligen köpfchenförmigen Blütenstand. Die Blütenstände blühen ungewöhnlicherweise nicht von unten nach oben auf, sondern von verschiedenen Zonen aus. Es sind zwei Reihen lanzettlicher Hüllblätter vorhanden, deren Rand fein bewimpert ist. Die Hüllblätter sind kürzer als das Blütenköpfchen. Am Köpfchenboden befinden sich kleine Spreublätter. Das Blütenköpfchen besitzt im Gegensatz zu Witwenblumen (Knautia) und Skabiosen (Scabiosa) keine strahlenden Randblüten.
Die Blüten sind violett bis blau. Unterhalb der Einzelblüten befindet sich ein vierkantiger und rau behaarter Außenkelch. An jeder Kante läuft er in einen stacheligen spitzen Zipfel aus. Der schüsselförmige Innenkelch besitzt fünf kurz-borstige schwarze Strahlen. Die Kronblätter bilden eine vierspaltige 4–7 mm lange, verwachsenblättrige Krone mit 3–4 mm langer Kronröhre aus. Die freien Staubblätter überragen die Kronröhre deutlich. Zwei Fruchtblätter sind zu einem unterständigen, einkammerigen Fruchtknoten verwachsen. Je Fruchtknotenkammer ist nur eine Samenanlage vorhanden. Der verlängerte Griffel übergipfelt die Staubblätter. Der Teufelsabbiss bietet Nektar an, der freie Zugang hierzu wird jedoch durch eine Saftdecke verwehrt.
Die 5 bis 7 Millimeter langen Früchte – vierkantige, zottig behaarte Achänen – werden zur Fruchtreife, etwa ab August, durch den Druck der Spreublätter emporgehoben. Der Kelch verbleibt an der Frucht.
Die Chromosomenzahl beträgt 2n = 20, seltener 16 oder 18.

## Ökologie

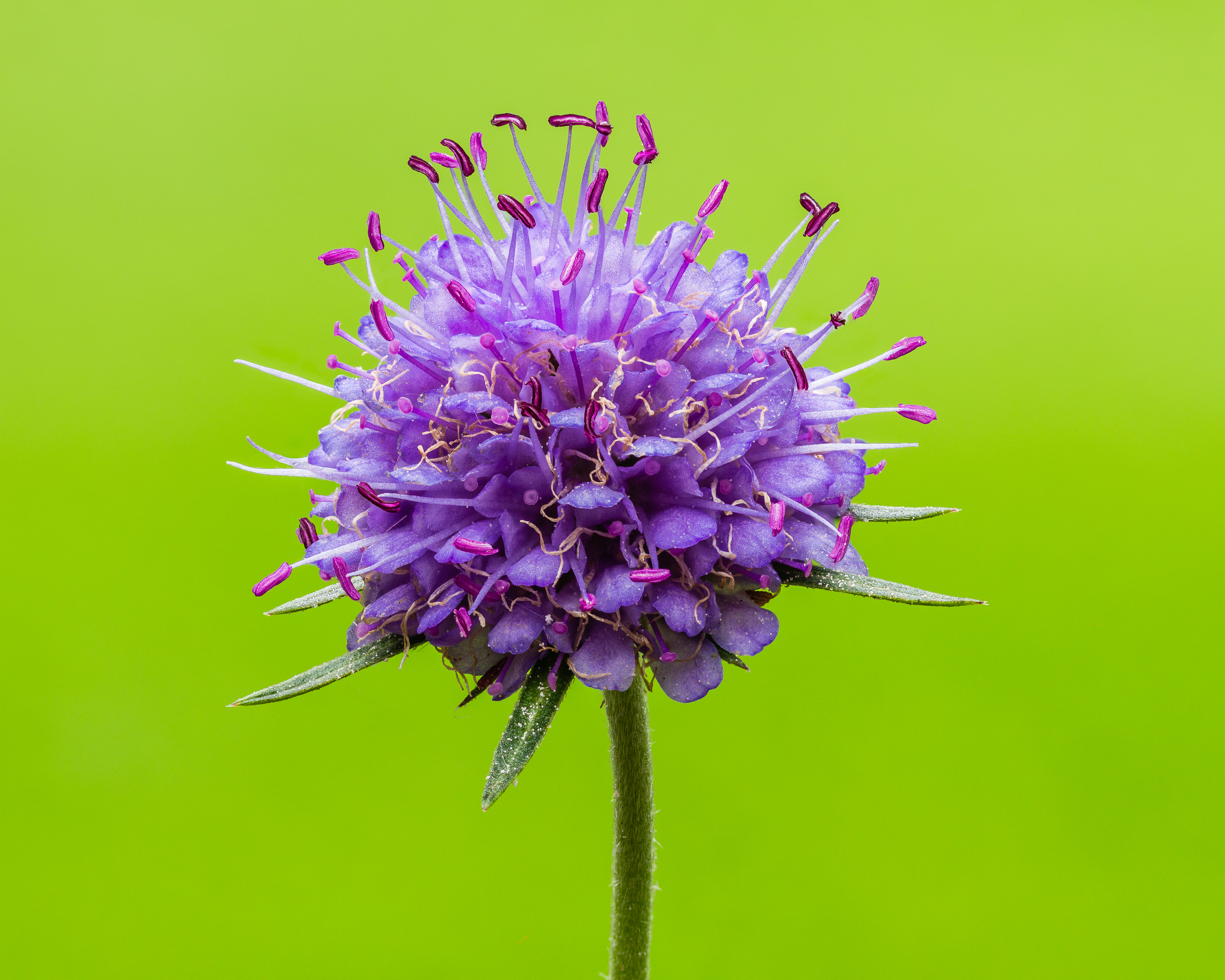
Blütenkopf

Der Gewöhnliche Teufelsabbiss ist eine gynodiözische Pflanze, das heißt, dass zum einen Pflanzen mit rein weiblichen Blüten und zum anderen solche mit zwittrigen Blüten gebildet werden. Bei den zwittrigen Blüten reifen die Staubblätter vor den Narben. Durch diese Proterandrie soll die Fremdbestäubung gefördert werden. Die Bestäubung erfolgt durch Bienen, Falter und diverse Zweiflügler. Bezüglich der Winterüberdauerung handelt es sich bei der Art um einen Hemikryptophyt.
Vorbeistreifende Tiere und Windbewegungen streuen die Früchte aus. Pflanzenarten mit dieser Ausbreitungsstrategie bezeichnet man als Wind- und Tierstreuer. Die Früchte werden zum einen von Ameisen, zum anderen von Tieren, an deren Fell sie sich heften oder über den Wind weiter ausgebreitet.
Der Gewöhnliche Teufelsabbiss dient verschiedenen Schmetterlingen als Nektar- bzw. deren Raupen als Futterpflanze. Je nach Ökotyp ernähren sich oligophag oder monophag die Raupen des Goldenen Scheckenfalters oder vor ihrer Überwinterung die des Abbiss-Scheckenfalters von den Blättern der Pflanze. Die Raupe der Gammaeule nutzt den Gewöhnlichen Teufelsabbiss polyphag. Den Nektar schätzen insbesondere gefährdete Arten wie der Lungenenzian-Ameisenbläuling, der Braunfleckiger Perlmuttfalter, das Sumpfhornklee-Widderchen, das Blutströpfchen, der Riedteufel oder das noch relativ häufig vorkommende Große Ochsenauge.

## Vorkommen und Gefährdung
Succisa pratensis ist in Nordafrika und von Südwest- über Mittel- sowie Ost- bis Südosteuropa, Nordeuropa und in Westasien, im Kaukasusraum sowie in Sibirien weitverbreitet. Es gibt Fundorte in Portugal, Spanien, Frankreich, Belgien, in den Niederlanden, im Vereinigten Königreich, in Deutschland, Österreich, in der Schweiz, in Italien, Algerien, Tunesien, im russischen Nordkaukasus, Georgien, Island, Dänemark, Norwegen, Schweden, Finnland, in der ehemaligen Tschechoslowakei, im ehemaligen Jugoslawien, in Ungarn, Polen, in der Ukraine, in Albanien, Bulgarien, in Rumänien, Moldawien, Griechenland und in der Türkei.  Auch in Algerien, Tunesien und auf Madeira kommt er vor. Er ist in Kanada und in den USA ein Neophyt.
Der Gewöhnliche Teufelsabbiss wächst insbesondere in montanen Regionen auf Moor-Magerwiesen und bevorzugt wechselfeuchte, humose Böden. Er gilt als Magerkeitszeiger und besiedelt geeignete Standorte von der Ebene bis in Gebirgslagen. Im Schwarzwald und den Alpen steigt er bis in Höhenlagen von 1400 Metern auf, so an den Kackenköpfen bei Rohrmoos. Er ist in Mitteleuropa eine Molinietalia-Ordnungscharakterart.
Wuchsorte planarer Regionen sind aufgrund von Entwässerungsmaßnahmen tendenziell im Rückgang begriffen. Der Teufelsabbiss steht in einigen Bundesländern auf der Roten Liste gefährdeter Arten in der Gefährdungskategorie 3 („gefährdet“).

## Taxonomie

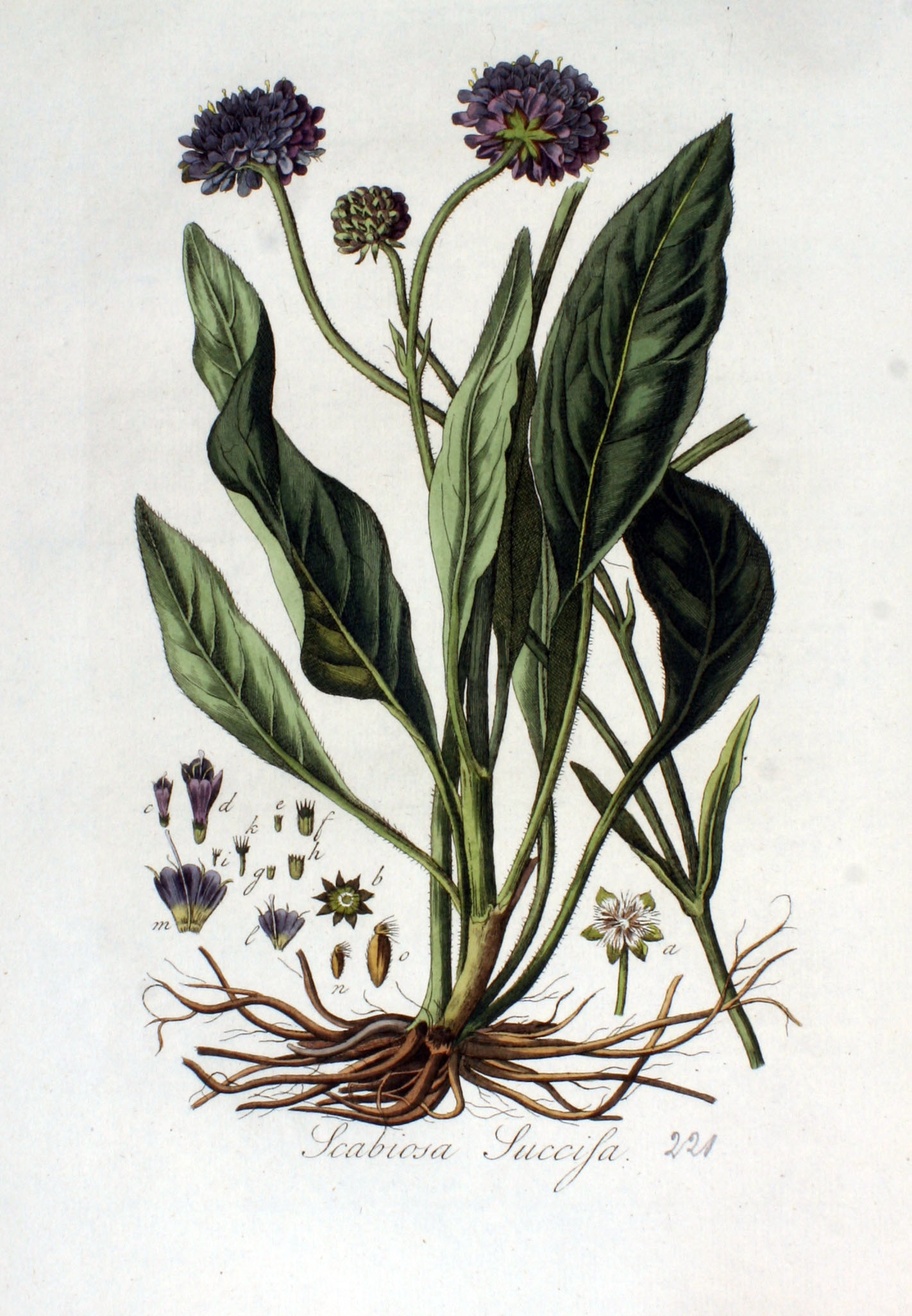
Illustration aus Jan Kops: Flora Batava, 1814

Die Erstveröffentlichung von Succisa pratensis erfolgte 1794 durch Conrad Moench in Methodus. S. 489.

## Bildgalerie

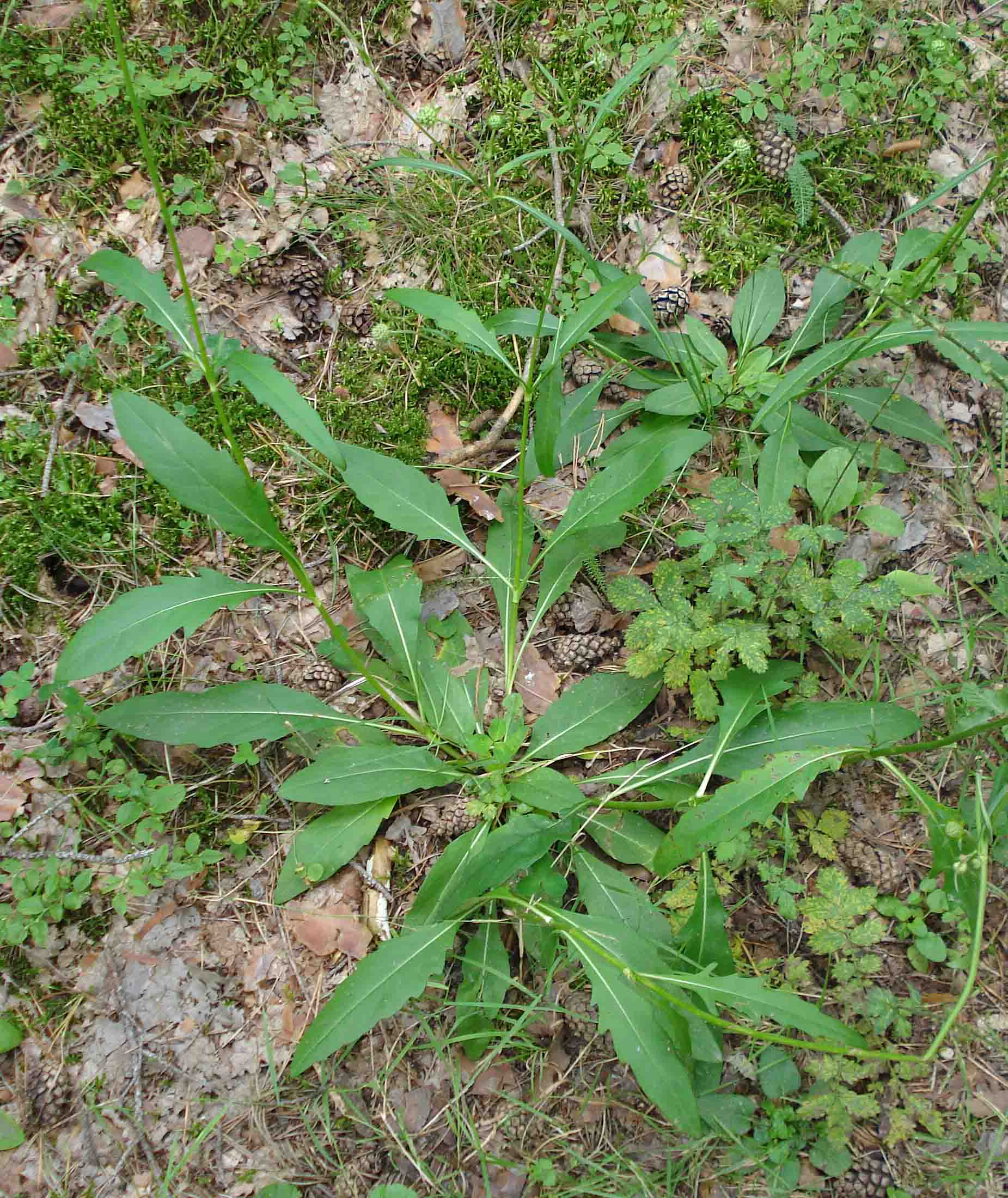
Habitus und Laubblätter
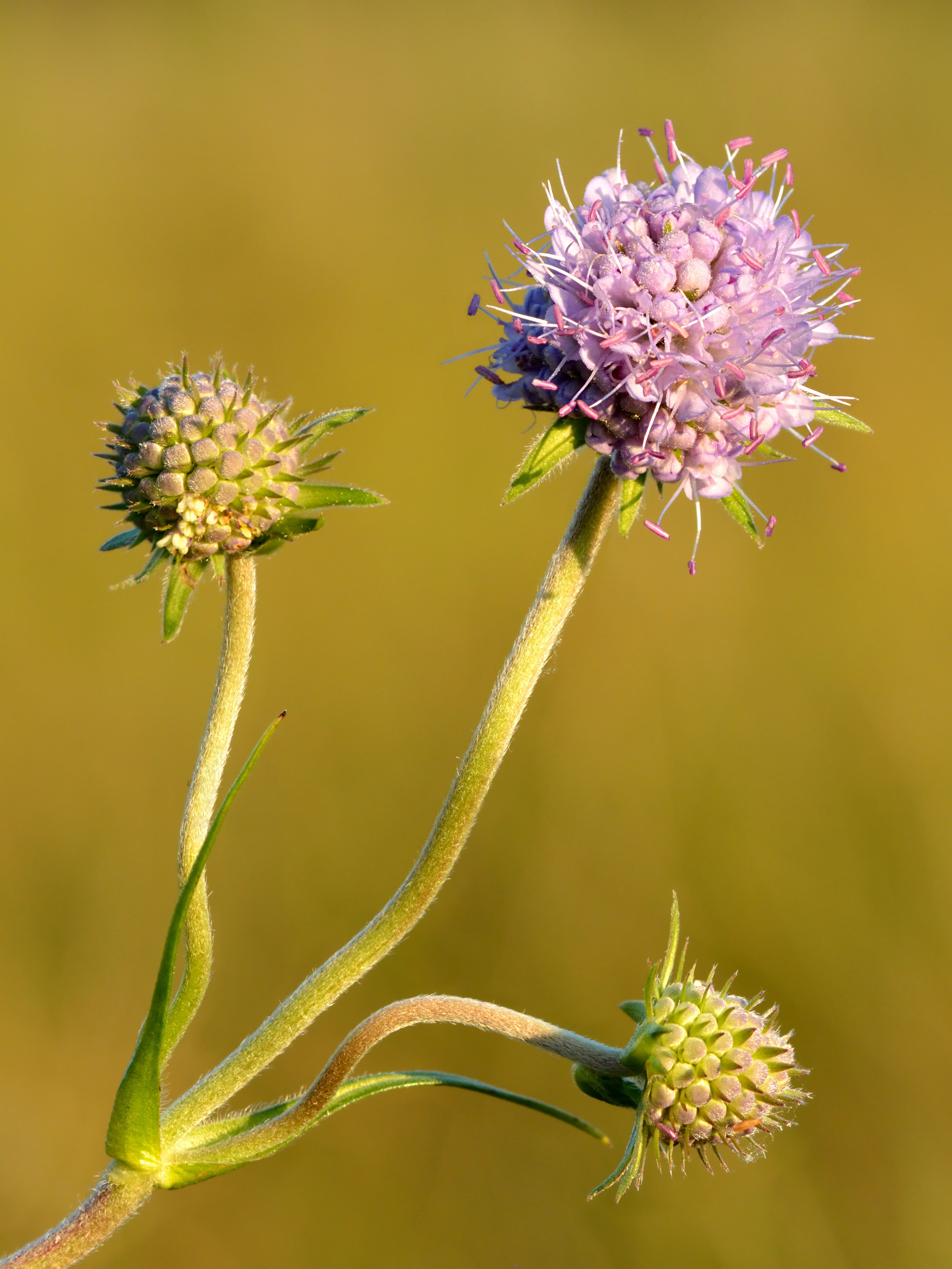
Blütenknospen
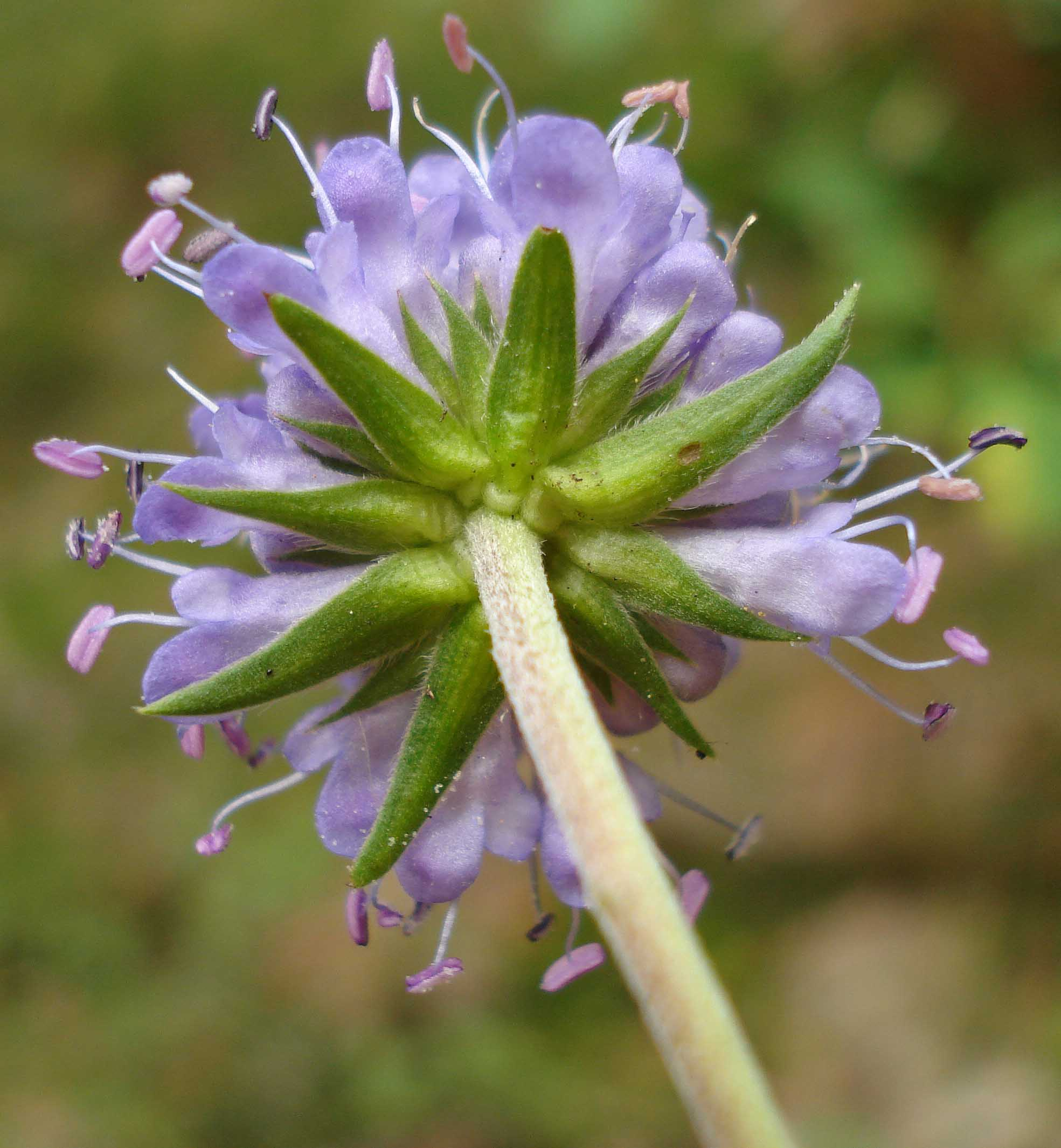
Blütenkopf von unten
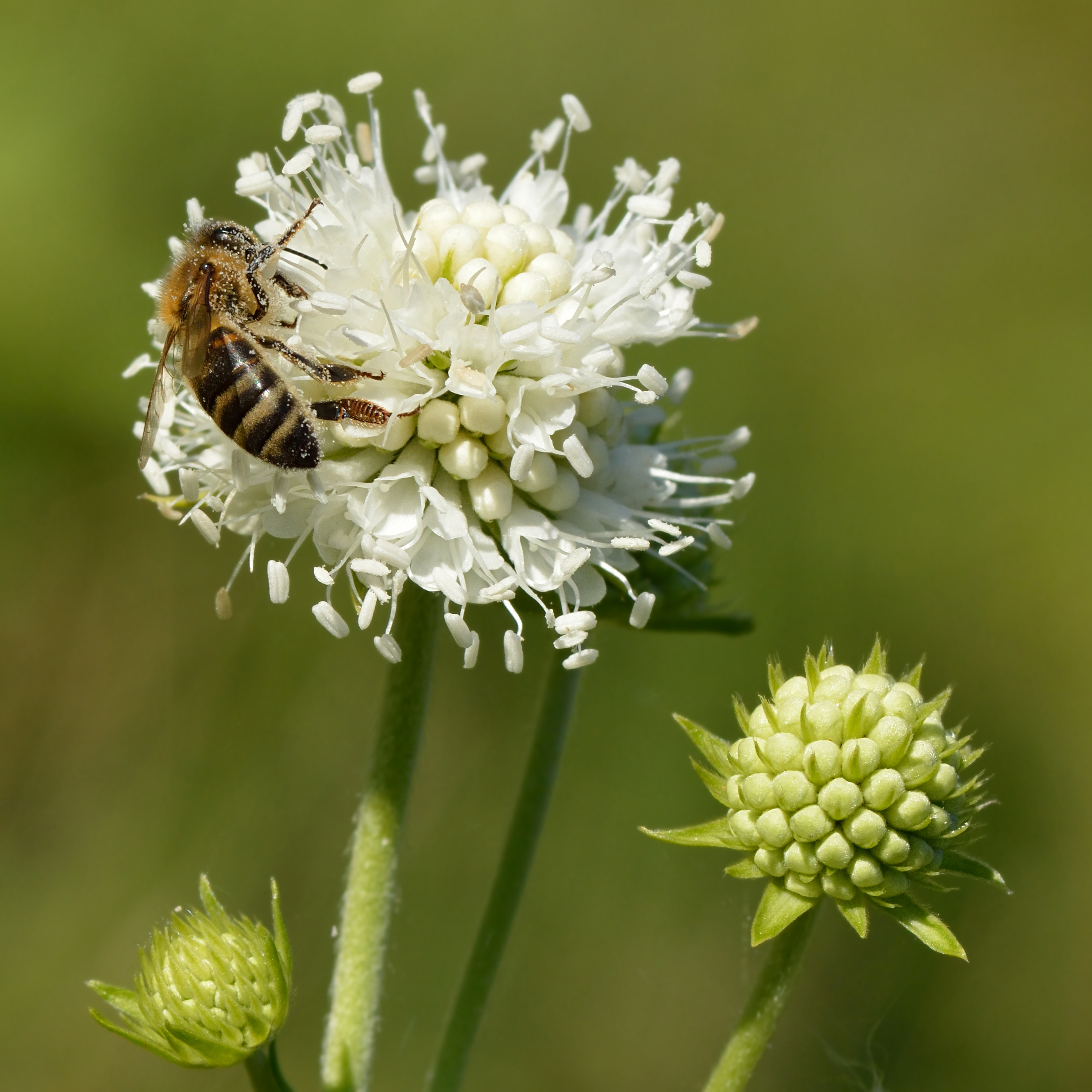
Weiß blühendes Exemplar mit Honigbiene
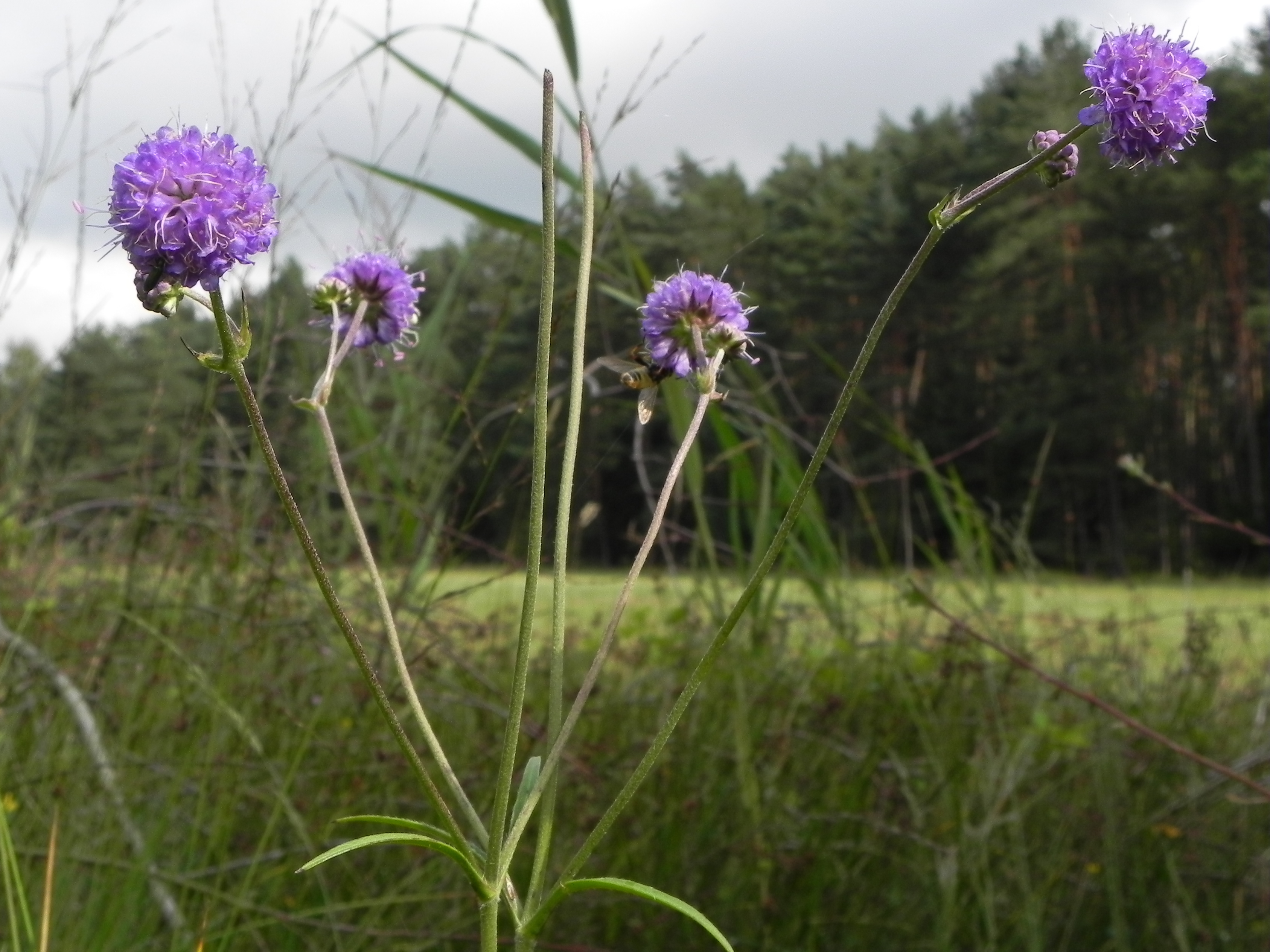
Habitus mit Blüten

## Namensherkunft
Der Name Teufelsabbiss (im Mittelalter lateinisch als Morbus diaboli und Succisa bezeichnet) bezeichnet die besondere Gestalt seines „Wurzelstocks“ (Rhizoms); dieser stirbt allmählich unten ab und sieht dann wie „abgebissen“ aus. Der Gattungsname Succisa ist vom lateinischen Wort succisus, das „unten abgeschnitten“ bedeutet, abgeleitet. Weitere Bezeichnungen: mittelhochdeutsch abbiz, lateinisch morsus diaboli und herba sancti Petri.

## Aberglaube
In der Volksmedizin soll Teufelsabbiss wirksam gegen Steinleiden sein (vor allem angeblich, wenn der Teufelsabbiss in der Nacht vor dem 24. Juni gepflückt wird).
Der wie abgebissen aussehenden „Wurzelstock“ des Teufelsabbiss wurde eine antidämonische Wirkung zugeschrieben.
Als Amulett um den Hals getragen sollte sie den Träger vor Zauberei der „bösen Weiber“ beschützen. Im Stall aufgehängt, galt sie als sicheres Mittel, das Vieh vor Behexung zu bewahren.

## Verwendung als Zierpflanze
Der Gewöhnliche Teufelsabbiss wird gelegentlich als Zierpflanze in wechselfeuchten, moornahen Wiesen und Moorgärten angepflanzt. Er benötigt einen feuchten Standort in sonniger Lage. Beispiele sind die Sorten ‘Alba’, die sich durch eine weiße Krone auszeichnet sowie die Sorte ‘Nana’ mit bläulich-violetter Krone und einer Wuchshöhe bis etwa 25 Zentimetern.

## Geschichte
Als „abis“ und „dufelbis“ wurde der Gewöhnliche Teufelsabbiss in südwestdeutschen Handschriften des 15. Jahrhunderts erwähnt. Folgende Heilanwendungen wurden dort für das aus der Wurzel gebrannte Wasser genannt: „geswer“ und „stechen“ im Leib und besonders um das Herz, „verserte“ Därme und „gerunnen blut“ im Leib. Die äußersten Spitzen des Krautes, an einem Mai-Abend gegessen, sollten ein Jahr lang vor dem „frorer“ (Schüttelfrost) schützen.
Der Mainzer Gart der Gesundheit vom Jahre 1485 gab folgende Erklärung zur Benennung der Pflanze (Kapitel 261): Der Teufel habe mit dieser Wurzel so große „gewalt getrieben“ dass die Mutter Gottes „ein erbarmen darin hatte“ und dem Teufel die „gewalt“ genommen habe, dass er danach nicht mehr damit schaffen konnte. Von dem großen „grimm“, den er dann hatte, dass ihm die „gewalt“ entgangen war, biss er die Wurzel unten ab. Also wächst sie noch heute. Wer das Kraut oder die Wurzel bei sich trage, dem könne der Teufel keinen Schaden zufügen. Als Gewährsmann gab der Gart irreführend den spätantiken Arzt Oreibasios an.
In sein Kleines Destillierbuch vom Jahre 1500 übernahm Hieronymus Brunschwig die in den Handschriften des 15. Jahrhunderts angegebenen Heilanwendungen und ergänzte sie durch eine Indikation aus seinem Pestbuch: „Abis wasser ist gůt den menschen zů behüeten vnd zů beschirmen für die pestilentz.“ Die Indikationen aus dem Kleinen Destillierbuch wurden von den Vätern der Botanik übernommen.
Spätestens in der Mitte des 18. Jahrhunderts wurde der Teufelsabbiss in den Medizinbüchern nur noch beiläufig erwähnt.

### Historische Abbildungen

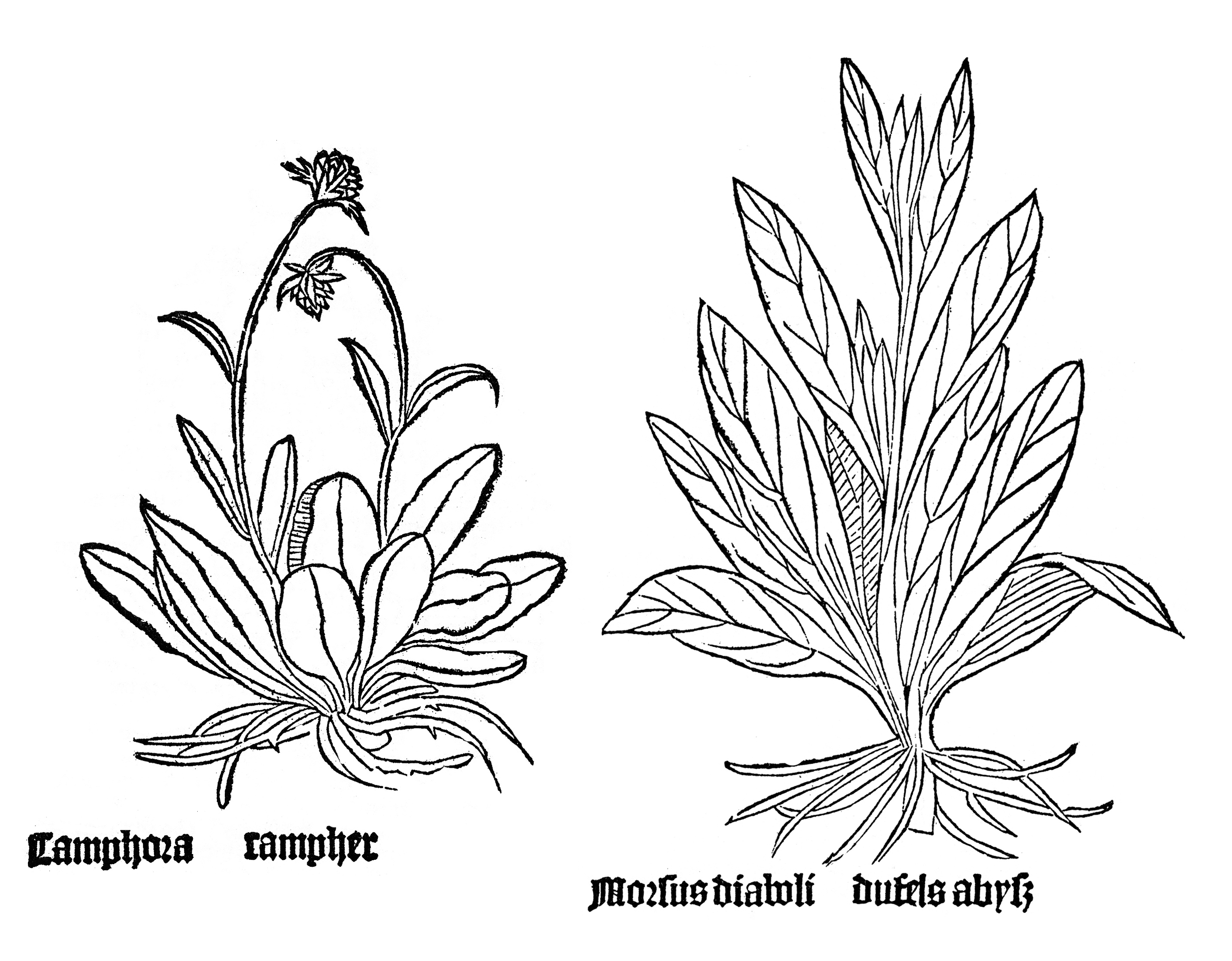
Gart der Gesundheit 1485. Links: zum Kapitel Camphora. Rechts: zum Kapitel Morsus diaboli
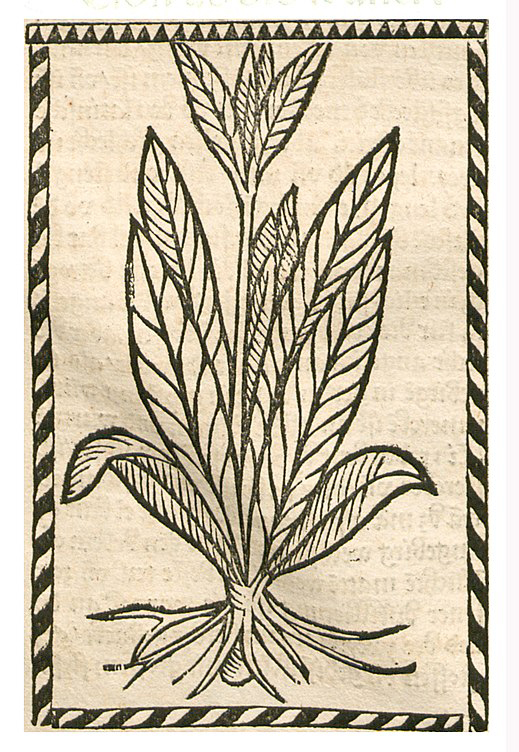
Hieronymus Brunschwig 1500
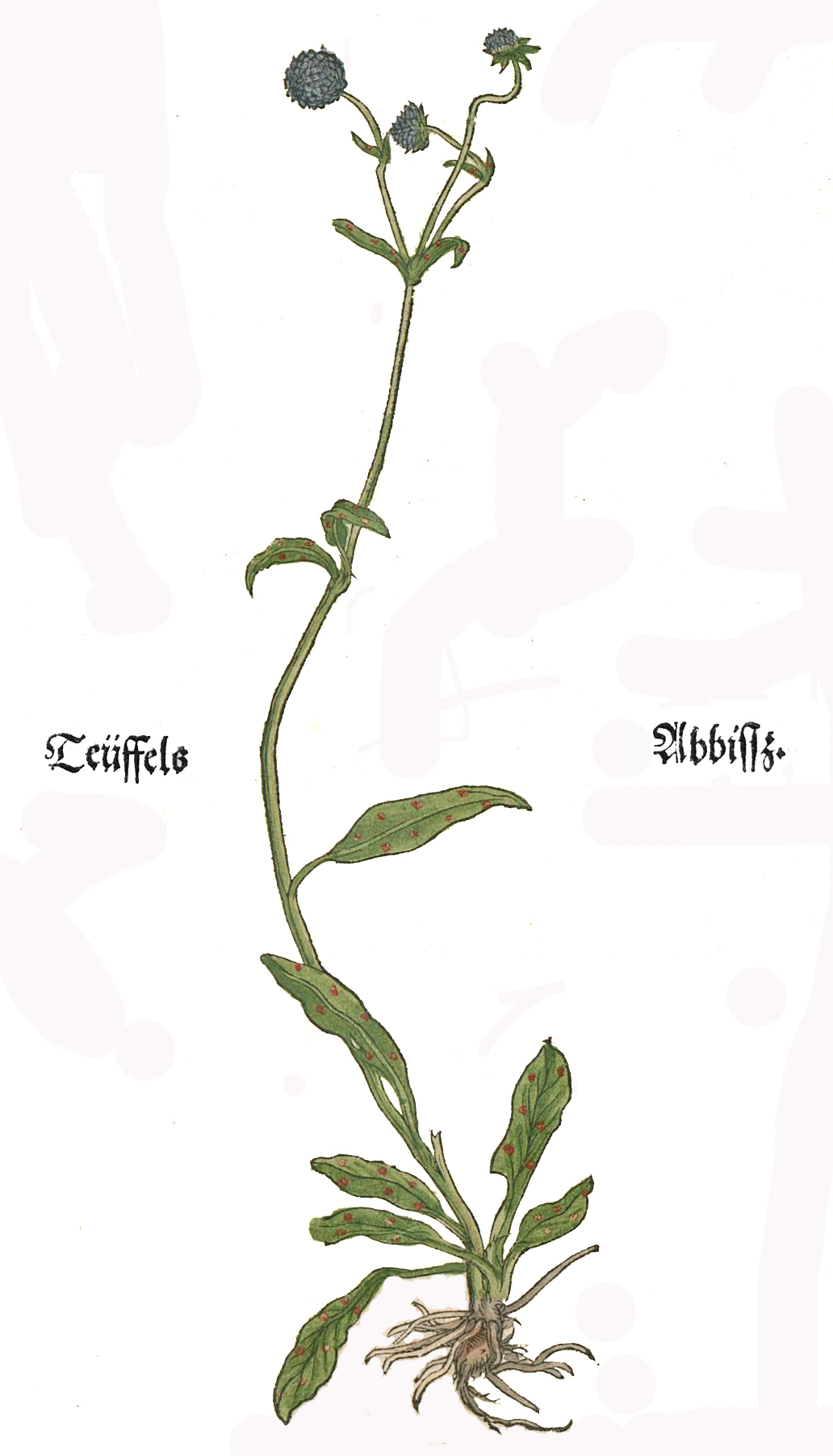
Otto Brunfels 1532
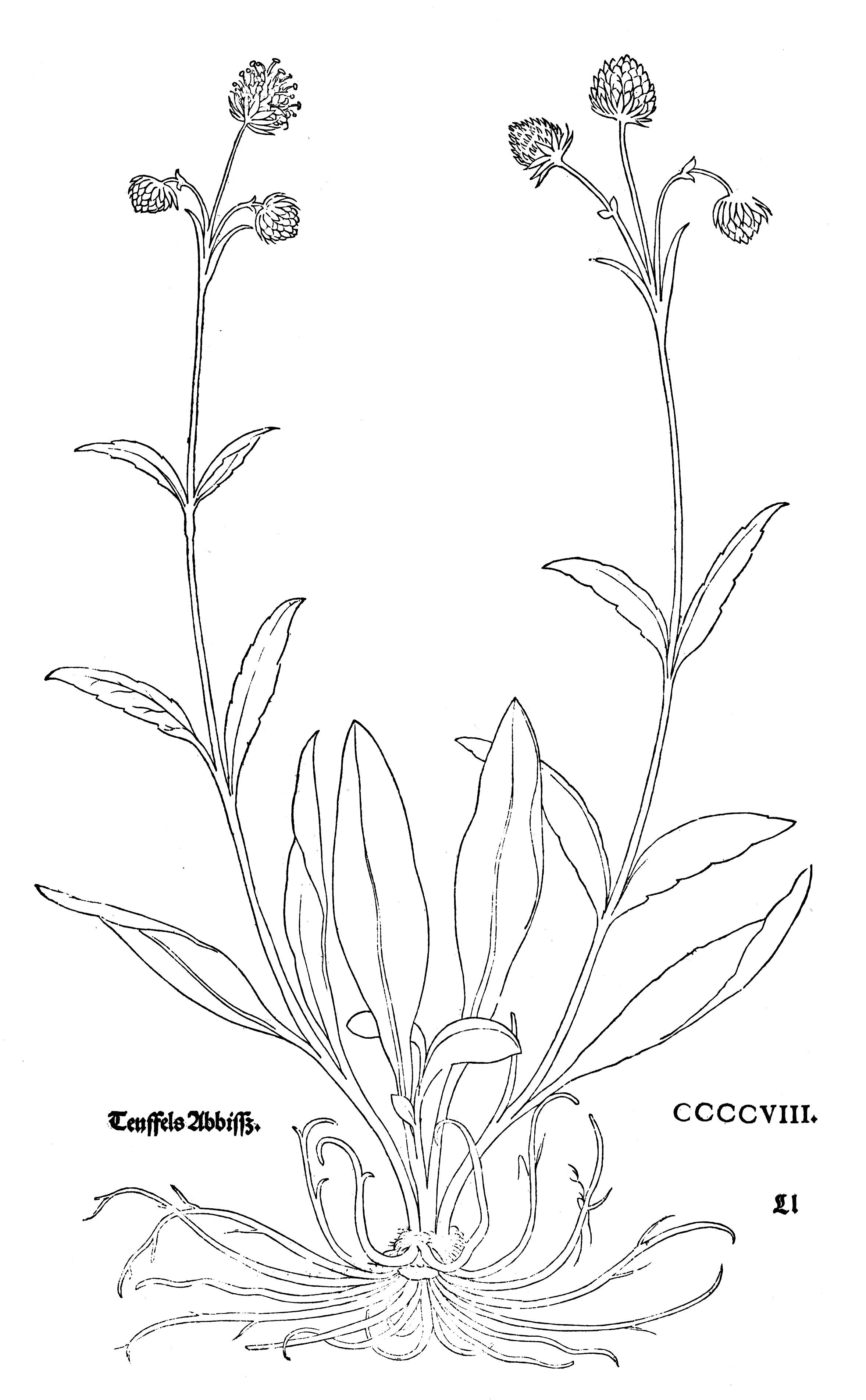
Leonhart Fuchs 1543
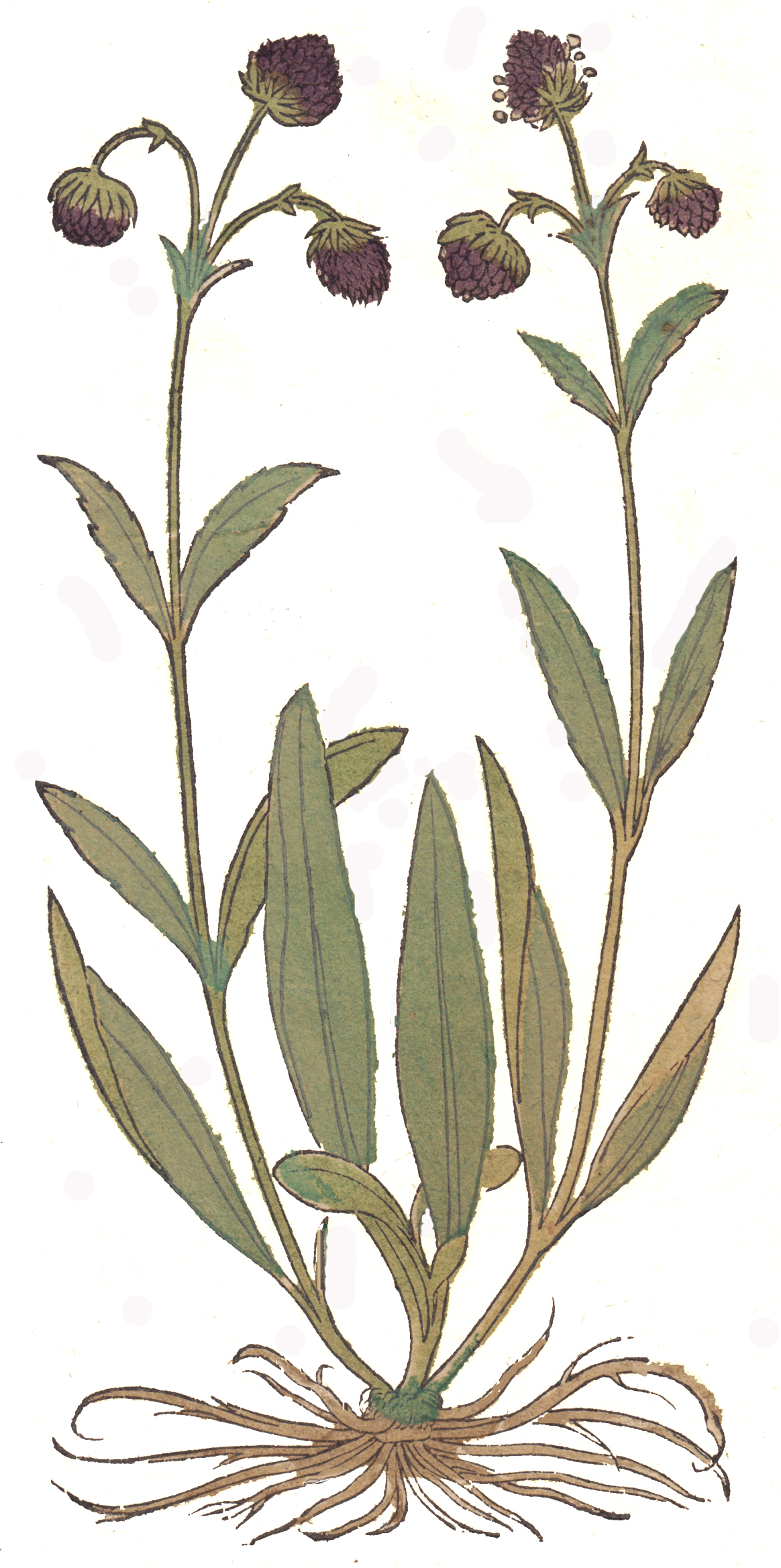
Hieronymus Bock 1546
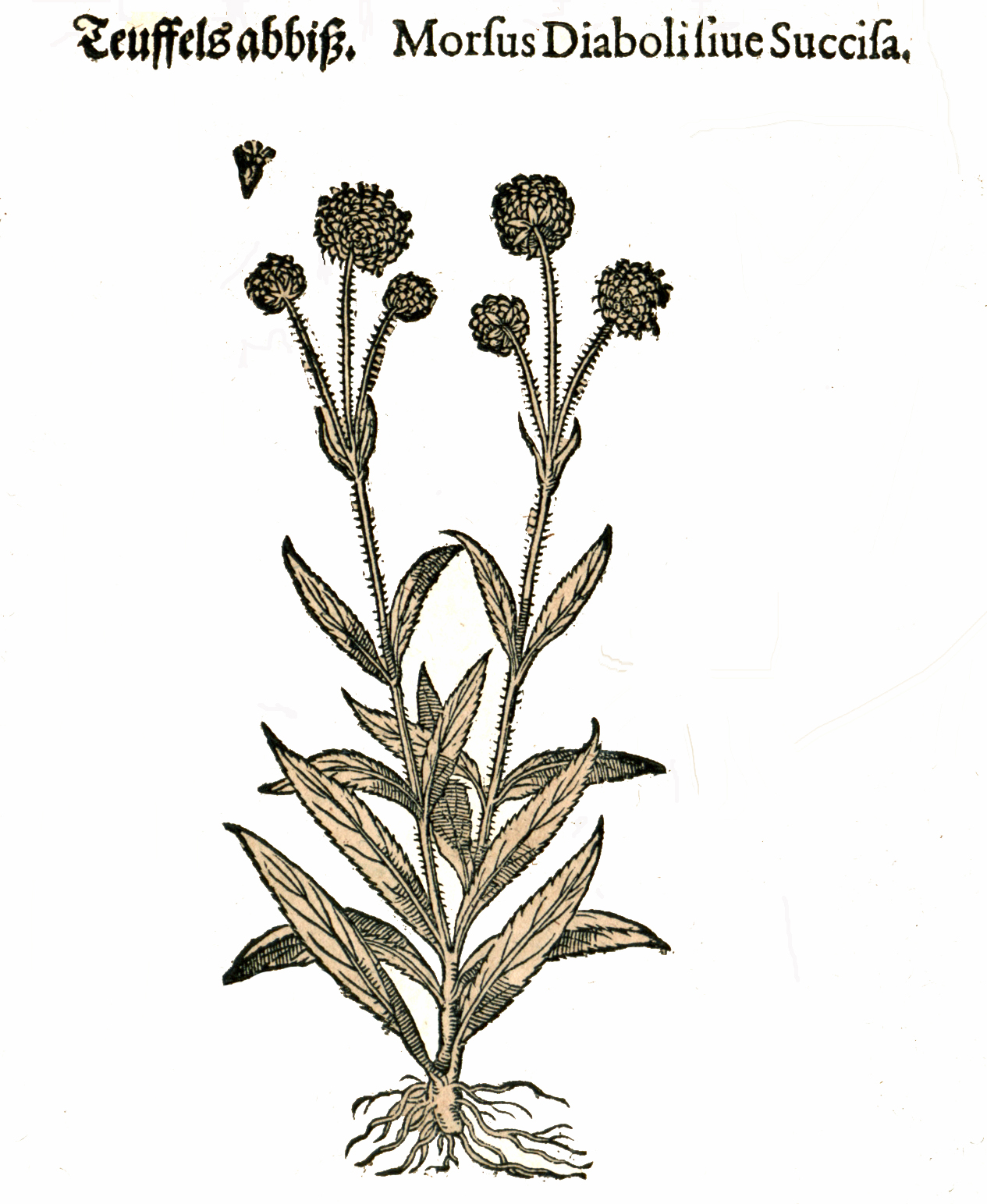
Mattioli / Handsch / Camerarius 1586